# Право граждан на хранение и ношение оружия
Право граждан на хранение и ношение оружия (часто упоминается как право носить оружие или иметь оружие) — это право народа иметь оружие для собственной защиты, которое описано в философских и политических трудах Аристотеля, Цицерона, Джона Локка, Никколо Макиавелли, английских вигов и других.
Включение этого права в письменной конституции является необычным. В 1875 году 17% конституций включали право на ношение оружия, однако с начала XX века отношение стало меньше 10% и продолжало падать. В своём историческом обзоре и сравнительном анализе конституций начиная с 1789 года, Том Гинзбург со своими коллегами обнаружили только 15 конституций (в девяти странах), что когда-либо включали в себя явное право на ношение оружия. Почти все эти конституции были в Латинской Америке, и большинство из них были с XIX века.
Как правило, где современные конституции разрешают использование оружие всеми, целью этого является разрешить правительству регулировать его использование или контролировать военную службу, а не предоставить право носить его. Кроме Соединённых Штатов Америки к конституциям, которые исторически гарантировали право на ношение оружия, можно отнести конституции Боливии, Колумбии, Коста-Рики, Гватемалы, Гондураса, Либерии, Мексики и Никарагуа. Почти все они были написаны по образцу Соединённых Штатов. На сегодняшний день, из числа приблизительно 200 конституций, действующих в мире, три до сих пор включают право на ношение оружия: Гватемалы, Мексики и США; из этих трёх только последняя не включает в себя явные ограничительные условия.
В США свободное ношение оружия законно в большинстве штатов. Наиболее свободные правила владения огнестрельным оружием существуют в штатах Мэн, Луизиана и Аляска. В 43 штатах приобретение оружия не требует получения лицензий или регистрации. К 2016 году штатов, в которых было запрещено оружие, не осталось.